# ام‌سی‌اس‌تی
ام‌سی‌اس‌تی (روسی: МЦСТ) شرکت سخت‌افزار روس است، که در سال ۱۹۹۲ توسط بوریس بابایان تأسیس شد.